# Barry Trotz
Barry Allan Trotz (* 15. Juli 1962 in Winnipeg, Manitoba) ist ein ehemaliger kanadischer Eishockeyspieler, -trainer und derzeitiger -funktionär. Seit der Saison 2023/24 ist er als General Manager der Nashville Predators in der National Hockey League (NHL) tätig. Zuvor war er in der NHL als Trainer aktiv, wobei er die Predators (1997–2014), die Washington Capitals (2014–2018) sowie die New York Islanders (2018–2022) betreute. Mit den Capitals gewann er dabei in den Playoffs 2018 den Stanley Cup. Darüber hinaus ehrte man ihn 2016 und 2019 mit dem Jack Adams Award als bester Trainer der NHL.

## Karriere

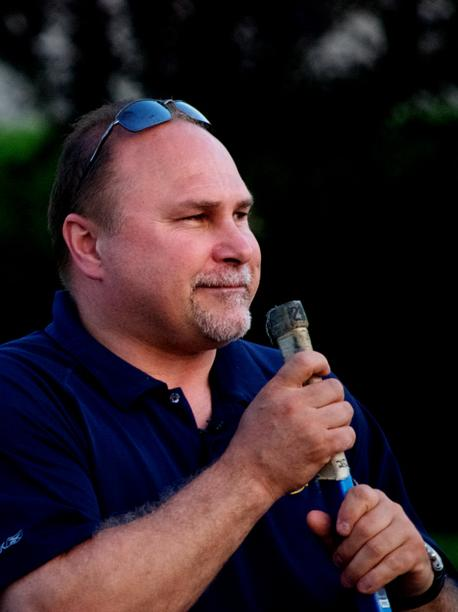
Trotz (2009)

Als Spieler war Trotz Anfang der 1980er Jahre für die Regina Pats in der Western Hockey League aktiv.
Ab 1990 war er zwei Jahre Assistenztrainer bei den Baltimore Skipjacks in der American Hockey League, die ihn 1992 zum Cheftrainer beförderten. 1993 wechselte er innerhalb der Liga zu den Portland Pirates, mit denen er 1994 den Calder Cup gewann.
Am 6. August 1997 wurde Barry Trotz zum Cheftrainer der neu gegründeten Nashville Predators ernannt, die in der Saison 1998/99 den Spielbetrieb aufnahmen. Trotz führte die Predators seit 2004 viermal in Folge in die Play-offs, jedoch scheiterte er jedes Mal mit den Predators in der ersten Runde. In der Saison 2012/13 stellte er den Rekord für die meisten als Trainer bestrittenen Spiele eines Teams seit dessen Gründung auf. Am 30. März 2012 verbuchte er seinen 500. NHL-Sieg als Cheftrainer in der regulären Saison, als die Nashville Predators mit 4:1 bei den Detroit Red Wings gewannen.
Da die Predators im Jahr 2014 erneut nicht die Play-offs erreichten, wurde Barry Trotz nach 15 Jahren im Amt als Trainer der Nashville Predators entlassen. Zu diesem Zeitpunkt war er dienstältester aller NHL-Trainer und hinter Gregg Popovich von den San Antonio Spurs (NBA) dienstältester Trainer in den vier großen amerikanischen Sportligen.
Am 26. Mai 2014 wurde Trotz als neuer Cheftrainer der Washington Capitals vorgestellt. Mit dem Team gewann er in der Saison 2015/16 die Presidents’ Trophy und wurde mit dem Jack Adams Award als bester Trainer der NHL ausgezeichnet. Außerdem fungierte er als Assistenztrainer des Team Canada beim World Cup of Hockey 2016, bei dem die Mannschaft die Goldmedaille gewann. In den Playoffs 2018 führte er die Mannschaft schließlich zum ersten Stanley Cup der Team-Historie. Trotz dieses Erfolges bat er die Capitals wenig später um seine Freigabe und wurde damit zum ersten Trainer seit Scotty Bowman (2002), der nach einem Stanley-Cup-Erfolg nicht weiterhin als Trainer seines Teams tätig ist. Bowman hatte allerdings seine Karriere beendet, während Trotz dies nicht tat; diesen Schritt unternahm zuletzt Mike Keenan nach seinem Erfolg mit den New York Rangers im Jahre 1994.
Wenige Tage nach seinem Rücktritt in Washington wurde er als neuer Cheftrainer der New York Islanders vorgestellt, bei denen er die Nachfolge von Doug Weight antrat. Das Team führte er überraschend souverän zurück in die Playoffs und etablierte zugleich die beste Defensive der Liga, sodass er abermals den Jack Adams Award erhielt. In der Spielzeit 2019/20 erreichte er mit dem Team erstmals seit 1993 das Finale der Eastern Conference, das jedoch gegen den späteren Stanley-Cup-Sieger verloren ging, die Tampa Bay Lightning. Im Jahr darauf konnte Trotz den Erfolg mit dem Team wiederholen, wobei man abermals an Tampa scheiterte. Am 11. März 2022 gewann er sein 900. Spiel als Cheftrainer in der NHL, wobei lediglich Scotty Bowman und Joel Quenneville mehr Siege in der regulären Saison erzielten. Mit den Islanders verpasste er in der Saison 2021/22 die Playoffs jedoch deutlich, sodass er im Mai 2022 entlassen und durch seinen langjährigen Assistenten Lane Lambert ersetzt wurde.
Im Februar 2023 wurde bekannt, dass Trotz zum 1. Juli 2023 in der Funktion des General Managers die Nachfolge von David Poile bei den Nashville Predators antreten und somit zu seiner ersten Wirkungsstätte als NHL-Cheftrainer zurückkehren soll. Zum Zeitpunkt dieses Endes seiner Trainerkarriere hatte der Kanadier 1812 Partien als Cheftrainer in der NHL bestritten, womit er in der ewigen Bestenliste nur von Scotty Bowman (2141) übertroffen wurde.

### Trainerstatistik
Abkürzungen: GC = Spiele, W = Siege, L = Niederlagen, T = Unentschieden, OTL = Niederlagen nach Overtime, Pts = Punkte
| Team                | Saison          | Reguläre Saison | Reguläre Saison | Reguläre Saison | Reguläre Saison | Reguläre Saison | Reguläre Saison | Reguläre Saison | Playoffs | Playoffs | Playoffs |
| Team                | Saison          | GC              | W               | L               | T               | OTL             | Pts             | Pts %           | GC       | W        | L        |
| Baltimore Skipjacks | 1992/93         | 80              | 28              | 40              | 12              | –               | 68              | .425            | 7        | 3        | 4        |
| Portland Pirates    | 1993/94–1996/97 | 320             | 158             | 109             | 42              | 11              | 369             | .577            | 53       | 32       | 21       |
| Nashville Predators | 1998/99–2013/14 | 1196            | 557             | 479             | 60              | 100             | 1274            | .533            | 50       | 19       | 31       |
| Washington Capitals | 2014/15–2017/18 | 328             | 205             | 89              | –               | 34              | 444             | .677            | 63       | 36       | 27       |
| New York Islanders  | 2018/19–2021/22 | 288             | 152             | 102             | –               | 34              | 338             | .587            | 49       | 28       | 21       |

## Erfolge und Auszeichnungen
| - 1994 Louis A. R. Pieri Memorial Award - 1994 Calder-Cup-Gewinn mit den Portland Pirates (als Cheftrainer) - 2007 NHL All-Star Game (Assistenztrainer der Western Conference) - 2016 NHL All-Star Game - 2016 Jack Adams Award (als Cheftrainer) | - 2016 Goldmedaille beim World Cup of Hockey (als Assistenztrainer) - 2018 NHL All-Star Game - 2018 Stanley-Cup-Gewinn mit den Washington Capitals - 2019 Jack Adams Award (als Cheftrainer) |